# Droga I/61 (Słowacja)
Droga krajowa 61 (słow. Cesta I/61) – droga krajowa I kategorii na Słowacji. Arteria zaczyna się na dawnym przejściu granicznym z Austrią na peryferiach Bratysławy. Później trasa prowadzi śladem autostrady D1, z której zbacza po przekroczeniu Dunaju i kieruje się obrzeżami centrum stolicy Słowacji. Na odcinku Bratysława – Senec jest elementem tras europejskich E58 i E571. Później arteria biegnie do Trnawy i dalej na północ równolegle do autostrady D1 i koryta Wagu. W Bytčy droga nr 61 krzyżuje się z biegnącą na północ ku granicy słowacko-czeskiej krajową 10. W Żylinie kończy się na drodze I/60, będącej obwodnicą tego miasta.